# تاتلیبایوو
تاتلیبایوو (به لاتین: Tatlybayevo) یک منطقهٔ مسکونی در روسیه است که در باشقیرستان واقع شده‌است.